# Idmoneoides simplex
Idmoneoides simplex är en mossdjursart som beskrevs av Arnold Girard Kluge 1955. Idmoneoides simplex ingår i släktet Idmoneoides, ordningen Cyclostomatida, klassen Stenolaemata, fylumet mossdjur och riket djur. Inga underarter finns listade i Catalogue of Life.